# Ur-Nungal
Ur-Nungal z Uruku byl podle Sumerského královského seznamu šestým vládcem Sumeru z první dynastie Urské (ve 3. tisíciletí př. n. l.). Není zcela prokázáno, zda se jedná o historickou osobu, ale podle dostupných údajů měl být synem a nástupcem známého Gilgameše (Bilgameše). Podle královského seznamu vládl 30 let a byl otcem následujícího panovníka Udul-Kalamy.